# Автоэлектроника
А́втоэлектро́ника (произносится с двумя ударениями) — электроника, применяемая в автомобилях. Характерна идентичными общими требованиями к данному классу электроники.

## Семейства
Автоэлектроника делится на несколько практически непересекающихся семейств:
- Автогаджеты

- Активные антенны: FM и TV
- Алкотестеры
- Радар-детекторы (Антирадары)
- Зарядные устройства
- HandsFree

- Автозвук

- Радиоприёмники
- Магнитолы
- DVD-плееры
- Усилитель звуковых частот

- Бортовые компьютеры
- GPS

- Автонавигатор
- GPS-навигатор
- GPS-приемник
- GPS-трекер

- Автосигнализация
- Видеорегистратор
- Парктроник
- Преобразователи напряжения
- Сервисная электроника — устройства и приборы для проверки и контроля электрооборудования автомобилей.
- Система зажигания

## Общие требования
- Виброустойчивость,
  - устойчивость к ударам.
- Влагоустойчивость.
- Бензомаслоустойчивость.
- Работа во всём диапазоне температур работы автомобиля.
  - Возможность хранения во всём диапазоне температур хранения автомобиля, без ухудшения характеристик.
- Работа с автомобильным питанием (постоянное напряжение 12/24V):
  - Возможность работы от бортовой сети (12/24V).
  - Некритичность к нестабильному питанию.
  - Устойчивость работы в условиях искровых помех.
  - Возможность возобновления работы после восстановления питающего напряжения.
- Пожаробезопасность:
  - Применение в конструкции устройства исключительно негорючих материалов,
  - Наличие защиты, обеспечивающей обесточивание устройства в случае его выхода из строя — до наступления недопустимого уровня нагрева,
  - Устойчивость к солнечному нагреву.
- Возможность скрытной установки или лёгкого снятия.